# Оне (Женева)
Оне (фр. Onex) — коммуна кантона Женева в Швейцарии. Статус города не имеет.
Оне соседствует с коммунами Бернекс, Конфиньон, Ланси, План-ле-Отс и Вернье. 
6% населения- англоязычные.
Города-побратимы:
- Листаль (Базель-Ланд, Швейцария);
- Массагно (Тичино, Швейцария);

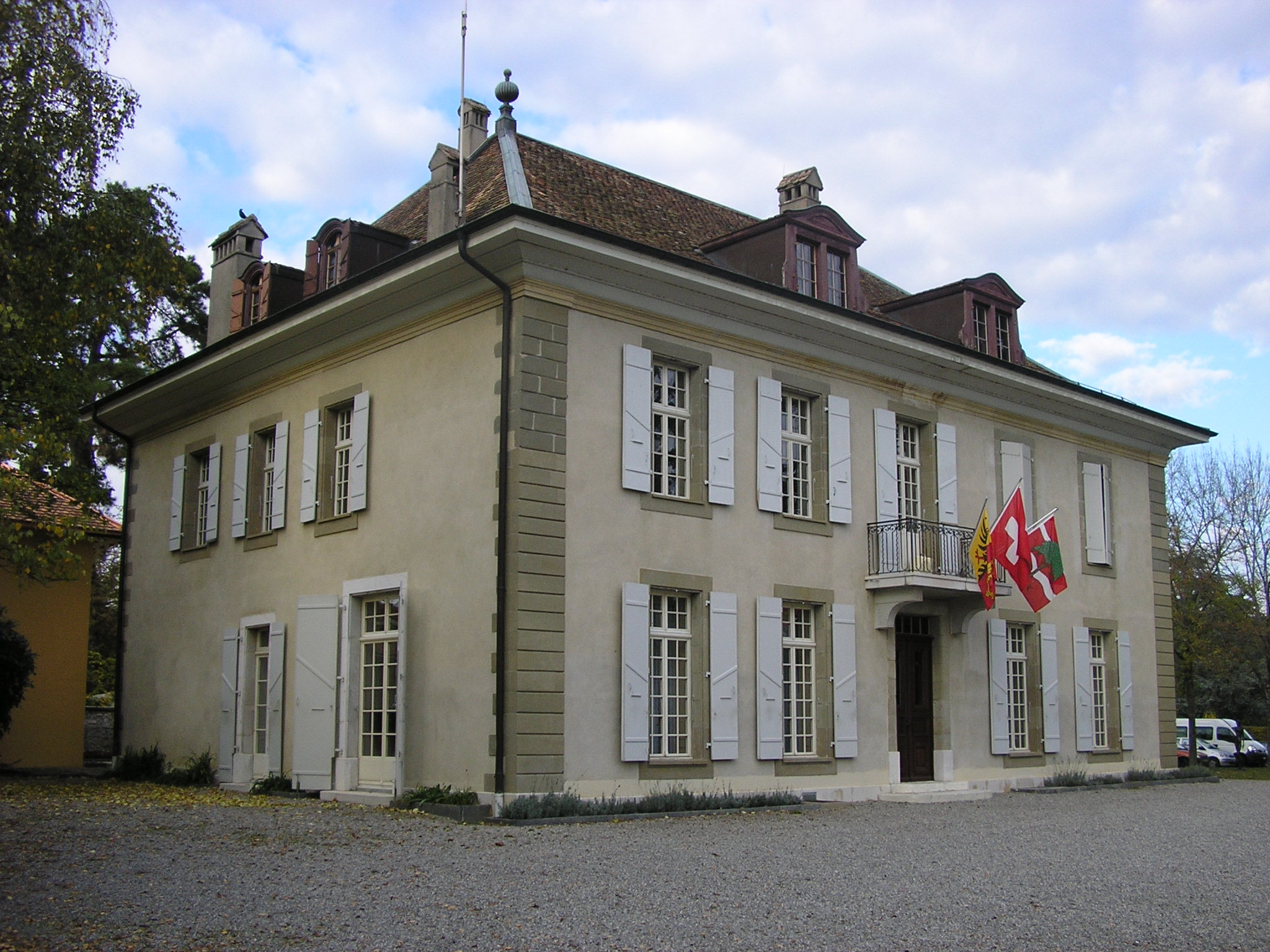
Здание мэрии Оне.

- Бандоль (Вар, Франция).